# Corinne Suterová

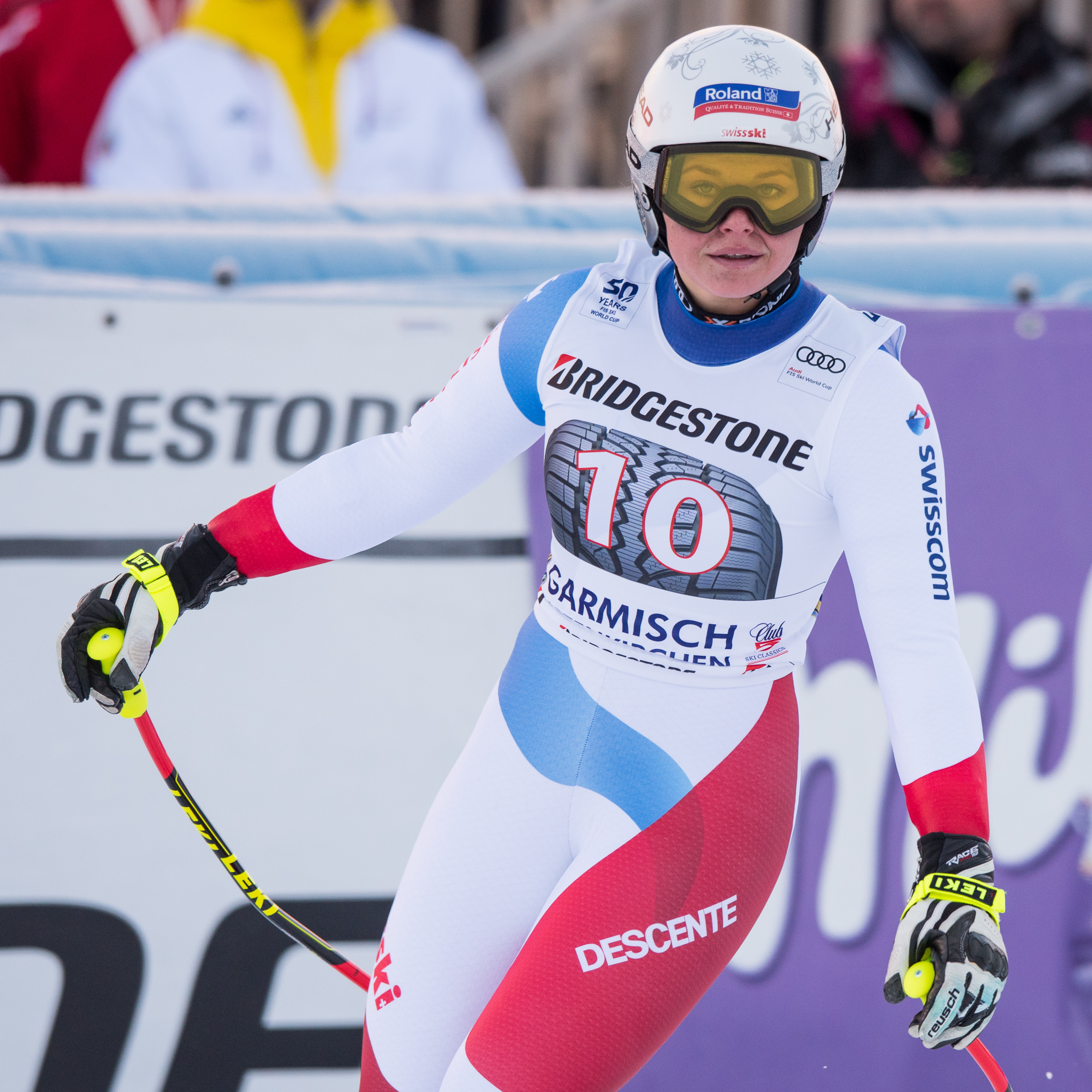
Corinne Suterová na garmischském Kandaharu po dojetí super-G v lednu 2017

Corinne Suterová (* 28. září 1994 Schwyz, kanton Schwyz) je švýcarská alpská lyžařka specializující se na rychlostní disciplíny sjezd a superobří slalom.
Na pekingských Zimních olympijských hrách 2022 vyhrála jako šestá Švýcarka v historii olympijský sjezd a od Vonnové jako první úřadující světová šampionka této disciplíny. Na mistrovstvích světa získala čtyři medaile. Ze Světového šampionátu 2019 v Åre si odvezla stříbro ze sjezdu a bronz ze super-G. Mistryní světa se pak stala na MS 2021 v Cortině d'Ampezzo, kde vyhrála sjezd a druhá dojela v superobřím salomu.
V celkovém hodnocení Světového poháru se nejlépe umístila na čtvrtém místě v ročníku 2019/2020. V téže sezóně vybojovala dva malé křišťálové glóby za konečná vítězství ve sjezdu a superobřím slalomu. Obě klasifikace rychlostních disciplín v jediném ročníku ovládla jako první Švýcarka od Michely Figiniové v roce 1988. Do října 2022 vyhrála ve Světovém poháru 4 závody, z toho 3 ve sjezdu a 1 v super-G.

## Soutěžní debuty
První soutěž Mezinárodní lyžařské federace odjela jako patnáctiletá v listopadu 2009, když ve švýcarském Zinalu vypadla ve druhém kole slalomu. Premiérovou účast v Evropském poháru zaznamenala během ledna 2010 ve Svatém Mořici, kde obsadila 53. příčku ve sjezdu. Debut ve Světovém poháru následoval v listopadu 2011 aspenským obřím slalomem, v němž nedojela do cíle první části. Na mistrovství světa se poprvé představila v superobřím slalomu únorového Světového šampionátu 2017 ve Svatém Mořici, kde skončila dvanáctá. Švýcarsko na olympijských hrách poprvé reprezentovala na XXIII. zimní olympiádě v Pchjongjangu. Ve skiareálu Jongpchjong se umístila na 17. místě v super-G.

## Světový pohár

### Sezónní vítězství – křišťálové glóby
|        |                  |
| Sezóna | Disciplína       |
| 2020   | sjezd            |
| 2020   | superobří slalom |

#### Závody
| Umístění na stupních vítězů |                   |                                 |            |          |
| Sezóna                      | datum             | místo konání                    | disciplína | umístění |
| 2019                        | 23. února 2019    | Crans-Montana, Švýcarsko        | sjezd      | 3.       |
| 2019                        | 13. března 2019   | Soldeu, Andorra                 | sjezd      | 3.       |
| 2020 (2 vítězství)          | 6. prosince 2019  | Lake Louise, Kanada             | sjezd      | 2.       |
| 2020 (2 vítězství)          | 8. prosince 2019  | Lake Louise, Kanada             | Super-G    | 3.       |
| 2020 (2 vítězství)          | 11. ledna 2020    | Altenmarkt-Zauchensee, Rakousko | sjezd      | 1.       |
| 2020 (2 vítězství)          | 9. února 2020     | Garmisch-Partenkirchen, Německo | Super-G    | 1.       |
| 2020 (2 vítězství)          | 21. února 2020    | Crans-Montana, Švýcarsko        | sjezd      | 2.       |
| 2020 (2 vítězství)          | 22. února 2020    | Crans-Montana, Švýcarsko        | sjezd      | 2.       |
| 2020 (2 vítězství)          | 29. února 2020    | La Thuile, Itálie               | Super-G    | 3.       |
| 2021 (1 vítězství)          | 18. prosince 2020 | Val-d'Isère, Francie            | sjezd      | 1.       |
| 2021 (1 vítězství)          | 19. prosince 2020 | Val-d'Isère, Francie            | sjezd      | 2.       |
| 2021 (1 vítězství)          | 20. prosince 2020 | Val-d'Isère, Francie            | Super-G    | 2.       |
| 2021 (1 vítězství)          | 10. ledna 2021    | Svatý Anton, Rakousko           | Super-G    | 3.       |
| 2021 (1 vítězství)          | 26. února 2021    | Val di Fassa, Itálie            | sjezd      | 3.       |
| 2021 (1 vítězství)          | 27. února 2021    | Val di Fassa, Itálie            | sjezd      | 2.       |
| 2021 (1 vítězství)          | 28. února 2021    | Val di Fassa, Itálie            | Super-G    | 3.       |
| 2022 (1 vítězství)          | 16. ledna 2022    | Altenmarkt-Zauchensee, Rakousko | Super-G    | 2.       |
| 2022 (1 vítězství)          | 29. ledna 2022    | Garmisch-Partenkirchen, Německo | sjezd      | 1.       |

### Konečné pořadí v sezónách
| Sezóna                        |         |        |             |         |                  |                  |                  |   |
| Věk                           | Celkové | Slalom | Obří slalom | Super-G | Sjezd            | Kombinace        | Paralelní slalom |   |
| 2015                          | 20 let  | 117.   | —           | —       | 54.              | 48.              | —                | — |
| 2016                          | 21 let  | 29.    | —           | —       | 18.              | 9.               | —                | — |
| 2017                          | 22 let  | 33.    | —           | —       | 13.              | 15.              | 41.              | — |
| 2018                          | 23 let  | 34.    | —           | —       | 15.              | 20.              | —                | — |
| 2019                          | 24 let  | 18.    | —           | —       | 16.              | 6.               | —                | — |
| 2020                          | 25 let  | 4.     | —           | —       | Zlatá medaile    | Zlatá medaile    | —                | — |
| 2021                          | 26 let  | 8.     | —           | 30.     | Bronzová medaile | Stříbrná medaile | —                | — |
| 2022                          | 27 let  | 9.     | —           | 45.     | 8.               | Stříbrná medaile | —                | — |
| Aktualizováno k 5. dubnu 2022 |         |        |             |         |                  |                  |                  |   |

## Vrcholné akce

### Mistrovství světa

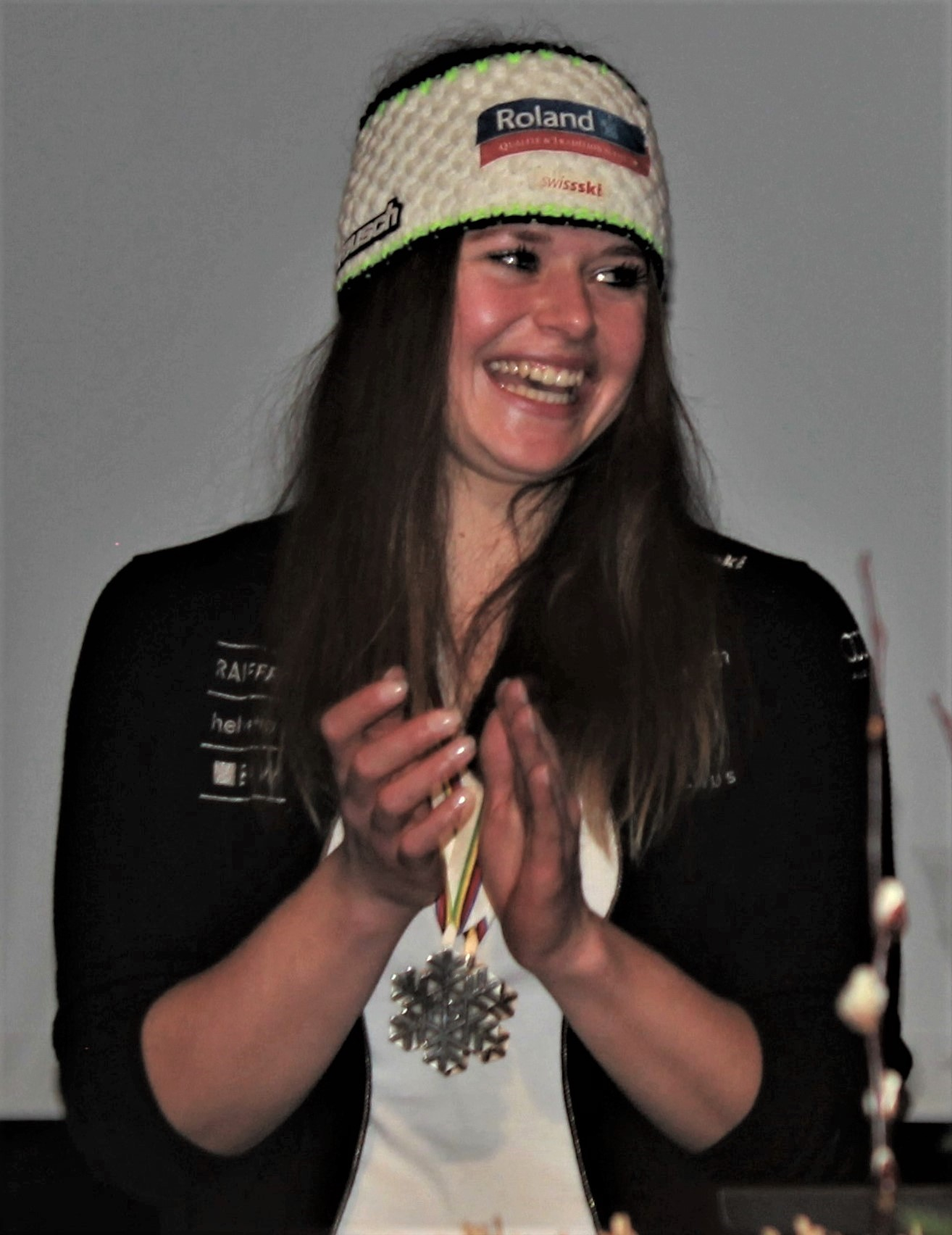
Corinne Suterová se stříbrnou medailí ze sjezdu MS v Aare 2019

| Rok                                          | Věk    | slalom | Obří slalom | Super-G | Sjezd | Kombinace |
| 2017                                         | 22 let | —      | —           | 12.     | 18.   | —         |
| 2019                                         | 24 let | —      | —           | 3.      | 2.    | DNS2      |
| 2021                                         | 26 let | —      | —           | 2.      | 1.    | —         |
| DNS1/2 – nenastoupila na start 1. či 2. kola |        |        |             |         |       |           |

### Zimní olympijské hry
| Rok  | Věk    | slalom | Obří slalom | Super-G | Sjezd | Kombinace |
| 2018 | 23 let | —      | —           | 17.     | 6.    | —         |
| 2022 | 27 let | —      | —           | 13.     | 1.    | —         |